# Flucht in die Wildnis
Flucht in die Wildnis (Originaltitel Napoleon and Samantha) ist ein von den Disney-Studios produziertes US-amerikanisches Drama aus dem Jahr 1972 mit Michael Douglas, Jodie Foster und Johnny Whitaker in den Hauptrollen.

## Handlung
Nach dem Tod seines Großvaters befürchtet der elfjährige Junge Napoleon, dass ihm sein ehemaliger Zirkuslöwe Major weggenommen wird und er selbst fortan bei einem entfernt lebenden Onkel wohnen muss. Um diesem Schicksal zu entgehen, überredet er seine Freundin Samantha, mit ihm und dem Tier in die Berge zu fliehen. Dort suchen sie nach dem Einsiedler Danny, von dem sie sich Hilfe erhoffen und einige Lebensweisheiten vermittelt bekommen.

## Sonstiges
Beim Dreh mit den Wildkatzen gab es am Set kaum Sicherheitsvorkehrungen. Die Löwen wurden von einem Crewmitglied an einem dünnen Klavierdraht geführt. Ein Löwe, der sich nach einer abgedrehten Szene losriss, griff die damals zehnjährige Jodie Foster an, die in diesem Film ihr Kinodebüt gab und bei der zweimaligen Attacke fast getötet wurde. Das Erlebnis traumatisiert sie noch heute.
Michael Douglas begann im selben Jahr seine fünfjährige Tätigkeit in der Fernsehserie Die Straßen von San Francisco, durch die er zum Star wurde.

## Auszeichnung
Komponist Buddy Baker war für seine Musik 1973 in der Kategorie Beste Filmmusik – Original Dramatic Score für den Oscar nominiert.